# Harput
Harput o Kharput , (curdo Xarpêt; (HY)  Խարբերդ, Lingua armena orientale: Kharberd, Lingua armena occidentale: Kharpert o Harput, "fortezza di roccia"): una piccola città della Turchia di 30.000 abitanti, situata in una zona arida ad un'altitudine di 1.270 m s.l.m..
Harput si trova su una collina di difficile accesso in inverno, dalla quale si gode una magnifica vista della valle e della città di Elâzığ, capoluogo della provincia, che giace circa 6 chilometri a sud-ovest.
Fino al 1862, con una popolazione di circa 20.000 abitanti, era Harput il centro della provincia, poi fu soppiantata da Elâzığ che, sviluppatasi inizialmente come un'estensione della stessa Harput, le ha sottratto poco a poco i suoi abitanti. 
È la “Piccola Città” citata ne “La masseria delle allodole”, romanzo di Antonia Arslan sul genocidio armeno.

## Storia
Harput è stata identificata con l'antica Arsamosata una città della Sofene armena, vicina all'Eufrate. Il re di Sofene Arsame I, della dinastia degli Orontidi, nel III secolo a.C. ne fece la sua capitale. Non va confusa con Samosata.
I primi geografi musulmani chiamarono Kharpout Hisn Ziyad mentre gli armeni la chiamarono Khartabirt o Kharbirt, poi Kharput.
Dal X secolo è passata in varie mani, fino alla conquista ottomana nel 1515.

### Crociate
Guglielmo di Tiro scrisse che Joscelin I di Edessa ed il re di Gerusalemme Baldovino II, furono imprigionati dall'emiro Balak nel castello di Kharput e furono uccisi, gettati da una rupe per aver tentato di fuggire; in realtà entrambi furono rilasciati dietro pagamento di un riscatto.
Guglielmo di Tiro chiama questo castello il Quart Piert.

### Storia recente
Per molti anni Kharput è stata un importante centro per i missionari americani, che avevano costruito un seminario teologico, scuole ed il "Collegio dell'Eufrate" per le loro missioni protestanti.
Nel novembre 1895, durante quelli che furono chiamati i Massacri hamidiani, Kharput fu attaccata, molte case, chiese e monasteri armeni saccheggiati, le scuole protestanti furono date alle fiamme.
Molti armeni perirono nei massacri.
Nel 1915, Kharput fu una delle città colpite dal genocidio armeno.

## Luoghi d'interesse

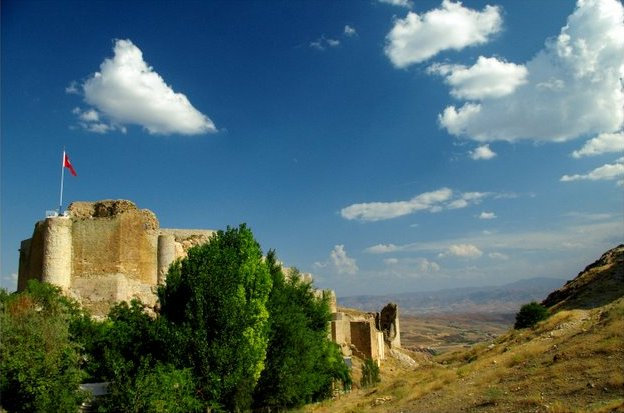
Harput Kalesi

Di notevole rilevanza sono le rovine della cittadella, chiamata in turco Harput Kalesi (Castello di Harput), quasi certamente urartea in origine ma ricostruita varie volte, ed alcune antiche moschee (Cami in turco) e santuari (Türbe in turco):
- Ulu Camii: costruita nel 1156 dal bey artuqide Qara Arslan Fakhr al-Dīn; è una delle strutture più antiche ed importanti in Anatolia.
- Sarā Hatun Camii (chiamata anche Sarayhatun Cami): costruita nel 1465 come una piccola moschea da Sara Hatun, madre di Bahadır Han (conosciuto anche come Uzun Hasan), beg degli Ak Koyunlu; fu ristrutturata nel 1585 e nel 1843.
- Kurşunlu Camii: costruita tra 1738 e 1739, durante l'epoca ottomana.
- Ağa Camii: costruita nel 1559.
- Arap Baba Mescidi ve Türbesi: costruita nel 1279, durante il regno del Sultano selgiuchide Giyath al-Din Kaykhusraw III (figlio di Rukn al-Din Qilij Arslan IV); le rovine de sepolcro contengono ancora un corpo mummificato che è comunemente conosciuto come Arap Baba.

Ci sono inoltre tre caravanserragli ottomani.